# 쥐베날 하브자리마나
쥐베날 하브자리마나(르완다어: Juvénal Habyarimana [hɑ.βɟɑː.ɾí.mɑ̂ː.nɑ], 1937년 3월 8일~1994년 4월 6일)는 1973년부터 1994년까지 르완다의 대통령이었으며, 20년의 독재 기간 동안 그는 이웃 국가인 부룬디의 투치인 정권에 맞서 자신의 민족인 후투인을 지원했다.
그는 1994년 4월 6일, 부룬디의 대통령인 시프리앵 은타랴미라와 함께 키갈리국제공항 근처에서 그가 탄 항공기가 격추되어 사망했다. 이 사건은 르완다의 두 인종 간에 갈등을 부추겼고 르완다 학살의 도화선이 되었다.

## 권력 장악
1973년 7월 5일 국방장관으로 재임 중 쿠데타를 일으켜 그레구아르 카이반다(Grégoire Kayibanda) 정권과 집권당이던 파르메후투(Parmehutu)를 전복시키고 국가개발혁명운동(Mouvement Révolutionaire National pour le Développement)의 지도자가 됐다.

## 반란
1990년대 초, 대부분이 우간다군 출신의 투치계 르완다 해외동포로 구성된 르완다 애국전선(Rwandan Patriotic Front, RPF)이 우간다 국경을 넘어 르완다로 진입하자, 하브자리마나 정권에 반대하는 내란이 발발했다.
프랑스와 자이르군이 하브자리마나 정부군을 도와 내란에 개입했고, 결국 1993년 아루샤 조약(Arusha Accords)을 통해 휴전이 이루어졌다.

## 암살
1994년 4월 6일, 하브자리마나 대통령의 전용기인 팔콘 50기(Falcon 50)가 키갈리 국제 공항 근처에서 격추되어 하브자리마나 본인과 부룬디 대통령인 시프리앵 은타랴미라, 르완다 군참모총장 데오그라시아스 은사비마나(Déogratias Nsabimana), 기타 여러 사람들이 목숨을 잃었으며 비행기는 대통령궁 공터에 추락했다.
추락 당시 상황은 불분명한 채로 남아있다. 사건이 발생하자 후투 파워(Hutu Power)는 RPF 지도자인 폴 카가메가 비행기 격추를 명령했다고 주장했다. RPF를 포함한 기타 단체들은 하브자리마나 정부 민병대가 반투치 운동을 선동하고 권력을 장악할 목적으로 추락사건을 조작했다고 비난했다.
추락한 여객기에 프랑스 승무원이 탑승했기 때문에 프랑스 측에서 조사를 하였고, 프랑스는 조사 결과 폴 카가메에게 살인의 책임이 있으므로 그를 기소해야 한다고 주장했다. 폴 카가메는 르완다의 대통령이 된 후 프랑스가 르완다 학살에 관련된 자신들의 책임을 덮으려 한다고 말했다.

## 사후
하브자리마나의 죽음은 다수인종인 후투족의 극단주의자들을 자극시켰고 투치족과 정부정책에 반대적인 후투족들은 닥치는 대로 살해당했으며 100일 동안 50만~100만의 르완다인이 학살당했다.
4.6 사태 이후 하브자리마나의 시신은 자이르 대통령이었던 모부투에게 보내졌고 그바돌리테에 있는 개인묘에 보관되었다. 모보투는 그의 유해가 르완다에 있는 적절한 묘지로 보내질것이라고 하브자리마나의 유족들에게 약속했다.
1997년 5월 12일, 로랑데지레 카빌라의 ADFL 반군이 그바돌리테로 진격하자, 모부투는 시신을 화물기를 통해 킨샤사로 옮기도록 했고 3일 뒤에 킨샤사국제공항에 도착했다.
모부투가 자이르에서 도피하기 하루 전인 5월 16일(이후 자이르는 국명을 콩고민주공화국으로 바꿈), 하브자리마나의 시신은 힌두교 지도자의 감독 아래 화장되었다.

## 유족
하브자리마나의 사망 직후 프랑스군은 그의 아내였던 아가트 하브자리마나(Agathe Habyarimana)를 대피시켰다. 그녀는 르완다 정치계에 엄청난 영향력을 가진 인물로 묘사되어왔다.
르완다 법무부 장관인 타르시스 카루가라마(Tharcisse Karugarama)는 그녀를 학살 공모죄로 기소했고, 프랑스 망명 신청도 학살 공모죄의 증거 때문에 거부되었다. 그녀는 2010년 3월 파리에서 체포되었다.

## 역대 선거 결과
| 선거명      | 직책명          | 대수 | 정당             | 득표율 | 득표수 | 결과 | 당락 |
| ----------- | --------------- | ---- | ---------------- | ------ | ------ | ---- | ---- |
| 1968년 선거 | 르완다의 대통령 | 2대  | 개발국민혁명운동 | 98.99% | -표    | 1위  |      |
| 1983년 선거 | 르완다의 대통령 | 2대  | 개발국민혁명운동 | 99.97% | -표    | 1위  |      |
| 1988년 선거 | 르완다의 대통령 | 2대  | 개발국민혁명운동 | 99.98% | -표    | 1위  |      |